# Diego Merino
Diego Merino Rivera (Mérida, Extremadura, España; 19 de junio de 1988) es un entrenador español de fútbol que actualmente dirige al Club Deportivo La Equidad de la Categoría Primera A.

## Trayectoria
Comenzó su carrera como entrenador a los 21 años en el Emérita Augusta, para luego unirse al Valdelacalzada y dirigirlo en la Tercera División de España. A los 23 años, se convirtió en el entrenador más joven de la categoría a nivel nacional. En esa temporada, logró el objetivo de la permanencia, y su equipo completó una destacada actuación, finalizando en la mitad de la tabla. Posteriormente, en ese mismo verano, firmó con el Rayo Vallecano para integrarse en su estructura de cantera y asumió el puesto de entrenador del Juvenil B en la Liga Nacional. 
En 2012 se produjo su desembarco en Vallecas para dirigir a los juveniles del Rayo Vallecano. Allí permaneció durante cuatro temporada, una al frente del Juvenil de Liga Nacional, dos en el Juvenil de División de Honor y una al frente del Rayo B. En esos años conquistó una Liga de División de Honor de juveniles, una Copa del Rey juvenil y dos Copa Federación. Gracias a una histórica temporada en la que su equipo, el Juvenil A, ganó el 'doblete' de Liga y Copa, fue galardonado con la Bota de Oro de Mejor Entrenador por la Federación Madrileña de Fútbol. 
En 2016 y tras salir del Rayo Vallecano, llegó al Extremadura UD de la Segunda División B. Dirigió al conjunto azulgrana durante las ocho primeras jornadas en las que su equipo obtuvo seis puntos tras sumar una victoria, tres empates y cuatro derrotas. El Extremadura estaba en puestos de descenso y fue destituido tras empatar (1-1) en casa de El Ejido.
En 2017 firmó por el Atlético Astorga. Pero dejó el Maragatos en 2018, donde terminaría la temporada en quinta posición, a un punto de clasificarse para los playoff de ascenso a Segunda División B. Tras salir de Astorga, firma el 1 de junio de 2018 como nuevo entrenador del CP Moralo. Allí protagonizó una exitosa temporada en la que llevó a la entidad de nuevo a unos playoff de ascenso a Segunda División B 14 años después. El Moralo superó la primera eliminatoria de ese playoff ante el Horta pero fue derrotado en la tanda de penaltis de las semifinales ante el Linares en Linarejos.
Tras ese año en Navalmoral de la Mata decide emprender un nuevo rumbo y meses después ficha por el AD Mérida de Segunda División B. Coge el equipo en la jornada 8 penúltimo tras la destitución del entrenador Santi Amaro. En el Mérida completó una vuelta (19 partidos) en los que no consiguió sacar al equipo del descenso dejándolo antepenúltimo tras la jornada 27. Sin embargo, en Copa del Rey consiguió la clasificación ante La Nucía jugando eliminatoria de 1/64 ante el Celta de Vigo en el Estadio Romano.
En febrero de 2021 es contratado por el CD Toledo para dirigirlo en la Tercera División. En sus primeros ocho partidos dirigidos obtuvo un rendimiento de cinco triunfos, dos empates y una derrota por lo que fue renovado hasta 2023. Con el CD Toledo logró conseguir el ascenso a la Segunda División RFEF para temporada 2021-22.
En octubre de ese mismo año, fue cesado del CD Toledo
El 21 de marzo de 2023, firma como entrenador del CD Coria de la Segunda Federación.
El 22 de noviembre de 2023, firma como entrenador del Carabobo Fútbol Club de la Primera División de Venezuela, quedando como Campeón del Torneo Apertura 2024, siendo el primer título del equipo Carabobo Fútbol Club. Diego Merino se convirtió en el entrenador revelación al llevar a su equipo a ganar el Torneo y asegura pelear la estrella. El cuadro granate disputó 20 partidos en este primer semestre. Ganaron 9 encuentros, empataron 8 y perdieron 3. Anotaron 26 goles y recibieron 14. Lograron 35 puntos de 60 posibles.
En  junio de 2025, tiene su segunda experiencia en el fútbol internacional, fichando por La Equidad de la Categoría Primera A colombiana a partir del Torneo Finalización.

## Clubes

### Como jugador
| Club           | País   | Año         |
| -------------- | ------ | ----------- |
| Mérida UD      | España | ¿?          |
| Miajadas       | España | ¿?          |
| Valdelacalzada | España | 2008 - 2009 |

### Como formador
| Club            | País   | Año         |
| --------------- | ------ | ----------- |
| Emérita Augusta | España | 2009 - 2011 |
| Valdelacalzada  | España | 2011 - 2012 |
| Rayo Vallecano  | España | 2012 - 2015 |

### Como entrenador
| Equipo                    | Desde                   | Hasta                 | Estadística | Estadística | Estadística | Estadística | Estadística | Estadística | Estadística | Estadística | Ref    |
| Equipo                    | Desde                   | Hasta                 | PJ          | PG          | PE          | PP          | GF          | GA          | GD          | %           | Ref    |
| ------------------------- | ----------------------- | --------------------- | ----------- | ----------- | ----------- | ----------- | ----------- | ----------- | ----------- | ----------- | ------ |
| Rayo Vallecano B · España | 21 de julio de 2015     | 7 de junio de 2016    | 38          | 10          | 16          | 12          | 44          | 42          | +2          | 40.36%      | [ 11 ] |
| Extremadura · España      | 7 de junio de 2016      | 11 de octubre de 2016 | 10          | 2           | 3           | 5           | 11          | 14          | −3          | 30%         |        |
| Atlético Astorga · España | 13 de julio de 2017     | 29 de mayo de 2018    | 38          | 20          | 13          | 5           | 66          | 34          | +32         | 64.03%      | [ 12 ] |
| Moralo · España           | 29 de mayo de 2018      | 21 de junio de 2019   | 42          | 27          | 6           | 9           | 66          | 25          | +41         | 69.05%      | [ 13 ] |
| Mérida AD · España        | 8 de octubre de 2019    | 23 de febrero de 2020 | 21          | 2           | 13          | 6           | 21          | 29          | −8          | 30.15%      |        |
| Toledo · España           | 5 de febrero de 2021    | 28 de octubre de 2021 | 24          | 10          | 6           | 8           | 32          | 24          | +8          | 50%         | [ 14 ] |
| Coria · España            | 21 de marzo de 2023     | 22 de junio de 2023   | 10          | 2           | 4           | 4           | 10          | 13          | −3          | 33.33%      |        |
| Carabobo · Venezuela      | 22 de noviembre de 2023 | 30 de mayo de 2025    | 65          | 26          | 22          | 17          | 80          | 69          | +11         | 51.28%      | [ 15 ] |
| La Equidad · Colombia     | 11 de junio de 2025     | Presente              |             |             |             |             |             |             |             |             |        |
| Consolidado total         | Consolidado total       | Consolidado total     | 248         | 99          | 83          | 66          | 330         | 250         | +80         | 51.08%      | 51.08% |

## Palmarés
| Título          | Club        | País      | Año  |
| --------------- | ----------- | --------- | ---- |
| Torneo Apertura | Carabobo FC | Venezuela | 2024 |